# Colonnades (Charleroi)
Les Colonnades, officiellement les Nouvelles galeries, étaient anciennement des bâtiments commerciaux situés dans la ville de Charleroi au boulevard Joseph Tirou.

## Histoire

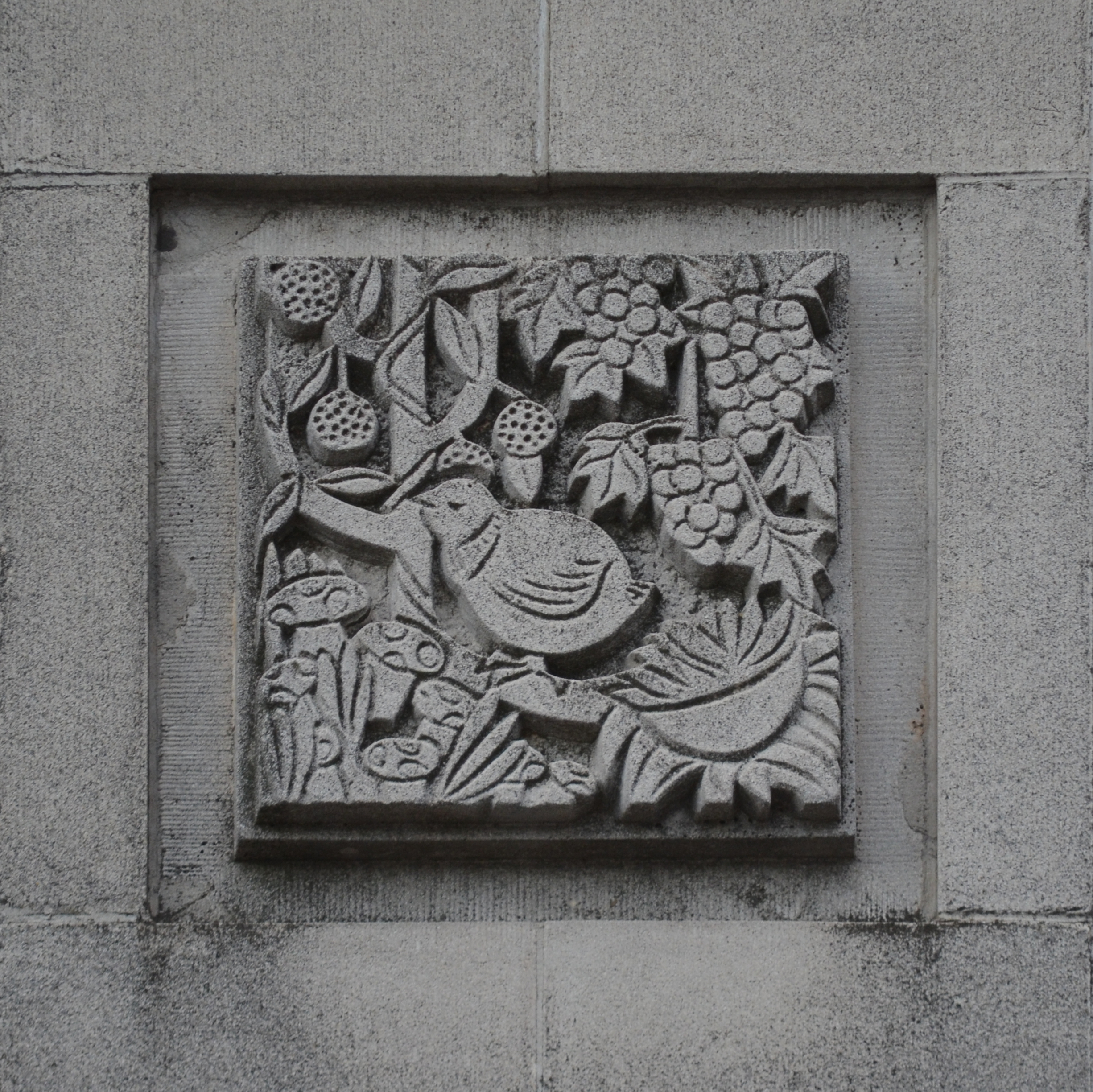
Un des bas-reliefs de Charles De Rouck qui décoraient les quatre portails.

L'édifice fut projeté par l’architecte Joseph André et inauguré le 25 octobre 1953. 

Le nom du bâtiment fait référence aux colonnes disposées sur tout le tour du bâtiment.
Celui-ci abritait toute une série de commerces, donnant tant sur le boulevard Joseph Tirou que sur la place Albert 1er.
L'immeuble apparaît dans Odette Toulemonde, film d'Éric-Emmanuel Schmitt sorti en 2007
La démolition des lieux, dans le cadre du projet rive gauche (ayant vocation à redessiner et redynamiser la ville-basse de Charleroi), débute le 10 février 2015, après la fin des expropriations en 2014.